# 里耶古城
里耶古城（りやこじょう）は中華人民共和国湖南省龍山県にある遺跡。秦代の呼称は遷陵。

## 概要
春秋戦国時代の楚によって造られたと考えられている。21世紀初頭に里耶秦簡と呼ばれる秦の行政文書が大量に出てきたことで、中原から遠く離れた辺境の地まで秦の統治が行われたことが明らかになった。

## 桃源郷との関連性
陶淵明によって書かれた桃花源記の桃源郷に登場する武陵の漁師は長江の支流の一つである沅水（）をさかのぼったと考えられているが、里耶秦簡によれば秦人も河口部である洞庭湖から沅水をさかのぼり、途中から酉水（）をさかのぼって上流に遷陵県（）を築いたとある。(おおまかではあるが三国志の蜀の都である成都と武陵との間に位置しているとみられる)。
里耶秦簡が出るまでは秦の統治が中原から離れた山岳地帯の辺境まで届いている可能性が低いというのが通説だったようだが、この文書が出てきたことで秦の始皇帝の統治を嫌って山奥に隠れ住んでいたという桃源郷伝説も歴史的な裏付けを元に書かれたということが明らかになった。

## 歴史
6000年前の旧石器時代から人類がここに暮らし、商、周、戦国（楚）、秦、前漢、後漢の遺跡が存在する。また、戦国、秦、漢合わせて千以上の古墳が存在する。
明、清代からは水運による交易地として栄え、現存する木造建築はその頃の名残りが見られる。
里耶は現地の言葉で「耕地を開拓する」という意味。